# Hydropsyche dinarica
Hydropsyche dinarica là một loài Trichoptera trong họ Hydropsychidae. Chúng phân bố ở miền Cổ bắc.